# Championnat de Namibie de football 2018-2019
Navigation
Édition précédente Édition suivante
La saison 2018-2019 du Championnat de Namibie de football est la vingt-sixième édition de la Premier League, le championnat de première division national namibien. Les équipes engagées sont regroupées au sein d'une poule unique où elles affrontent deux fois leurs adversaires, à domicile et à l'extérieur. En fin de saison, les trois derniers du classement devaient être relégués et remplacés par les trois meilleurs clubs de deuxième division, mais le 10 juillet 2019 sur la demande de la FIFA il n'y aura aucune promotion ni relégation cette saison.

## Participants
- Unam FC
- Tura Magic FC
- Eleven Arrows FC
- African Stars FC
- Civics FC
- Blue Waters FC
- United Africa Tigers FC
- Black Africa FC
- Orlando Pirates Windhoek
- Julinho Sporting - Promu de D2
- Young Brazilians FC  - Promu de D2
- Citizens FC
- Mighty Gunners FC
- Life Fighters FC
- Young African FC
- Okahandja United - Promu de D2

## Compétition

### Classement
Le classement est établi sur le barème de points classique : victoire à 3 points, match nul à 1, défaite à 0.
| Rang | Équipe                   | Pts | J  | G  | N  | P  | Bp | Bc | Diff |
| ---- | ------------------------ | --- | -- | -- | -- | -- | -- | -- | ---- |
| 1    | Black Africa FC          | 64  | 28 | 19 | 7  | 2  | 66 | 22 | +44  |
| 2    | African Stars FCT        | 54  | 28 | 16 | 6  | 6  | 40 | 23 | +17  |
| 3    | Tura Magic FC            | 47  | 28 | 12 | 11 | 5  | 40 | 31 | +9   |
| 4    | Unam FC                  | 42  | 28 | 11 | 9  | 8  | 42 | 30 | +12  |
| 5    | Life Fighters FC         | 41  | 28 | 12 | 5  | 11 | 45 | 43 | +2   |
| 6    | Mighty Gunners FC        | 40  | 28 | 11 | 7  | 10 | 34 | 31 | +3   |
| 7    | Citizens FC              | 39  | 28 | 9  | 12 | 7  | 36 | 32 | +4   |
| 8    | Eleven Arrows FC         | 36  | 28 | 9  | 9  | 10 | 33 | 33 | 0    |
| 9    | United Africa Tigers FC  | 35  | 28 | 9  | 8  | 11 | 37 | 29 | +8   |
| 10   | Julinho Sporting P       | 35  | 28 | 10 | 5  | 13 | 31 | 49 | -18  |
| 11   | Blue Waters FC           | 30  | 28 | 8  | 6  | 14 | 26 | 41 | -15  |
| 12   | Okahandja United P       | 29  | 28 | 6  | 11 | 11 | 27 | 32 | -5   |
| 13   | Young Brazilians FC P    | 29  | 28 | 7  | 8  | 13 | 41 | 62 | -21  |
| 14   | Civics FC                | 28  | 28 | 7  | 7  | 14 | 27 | 41 | -14  |
| 15   | Orlando Pirates Windhoek | 23  | 28 | 6  | 5  | 17 | 22 | 48 | -26  |
| 16   | Young African FC         | 0   | 0  | 0  | 0  | 0  | 0  | 0  | 0    |

|  | Qualification pour la Ligue des champions de la CAF 2019-2020                           |
|  | Relégation directe en deuxième division                                                 |
|  | T : Tenant du titre C : Vainqueur de la Coupe de Namibie P : Promu de deuxième division |

- Le Young African FC a été exclu du championnat le 21 janvier 2019 après avoir utilisé un joueur sous une fausse identité, tous ses résultats sont annulés[2].
- Pas de relégation ni de promotion cette saison.
- African Stars Football Club vainqueur de la Standard Bank Top 8 Cup 2019 est qualifié pour la Coupe de la confédération[3].

## Bilan de la saison
| Championnat de Namibie de football 2018-2019                        |                                        |
| Champion                                                            | Black Africa Football Club (10e titre) |
| Coupes et trophées                                                  |                                        |
| Vainqueur de la Coupe de Namibie 2018-2019                          | African Stars Football Club            |
| Qualifications continentales                                        |                                        |
| Ligue des champions de la CAF 2019-2020                             | Black Africa Football Club             |
| Coupe de la confédération 2019-2020                                 | African Stars Football Club            |
| Promotions et relégations                                           |                                        |
| Promus en Championnat de Namibie de football                        | aucun                                  |
| Relégués en Championnat de Namibie de football de deuxième division | aucun                                  |